# La Princesse astronaute
La Princesse astronaute est une série télévisée jeunesse québécoise en 78 épisodes de 28 minutes diffusée du 27 octobre 1993 à 1996 sur le Canal Famille. Elle a été rediffusée à partir du 5 septembre 1995 à Radio-Québec et à partir du 4 septembre 2000 à la Télévision de Radio-Canada.

## Synopsis
Cette émission, un mélange de vie médiévale et de voyages dans l'espace, décrit les péripéties de la Princesse Noémie du royaume de Dragonville. Elle supporte les caprices de son père, le roi Jasant et sa sœur Cybelle. Passionnée par l'astronomie et admirant le professeur Kopernik, elle cherche à percer le mystère de la mort de sa mère, tuée par une pluie d'objets lourds provenant du ciel. Elle est aidée dans ses aventures par le dragon Tout-feu-tout-flamme et Vladimir, son ami d'enfance qui veut devenir chevalier.

## Distribution
- Pascale Bussières : Noémie
- Sophie Prégent : Cybelle
- Emmanuel Bilodeau : Vladimir
- Bernard Carez : Tout-feu-tout-flamme
- Jean-Raymond Châles : Fougus
- Luc-Martial Dagenais : Professeur Kopernik
- Michele Deslauriers : Actrice tragédienne
- Marie-Lou Dion : Fée Minis
- Johanne Garneau : Fée Odale
- Thomas Graton : Roi Jasant
- Pierre Monet-Bach : Julius
- Alain Sauvage : Prince du Tendre
- Jocelyn Blanchard : Clarence

## Fiche technique
- Production : Pierre Beaudry
- Scénarisation : Jean Bellemarre, Pierre-Yves Bernard, Monique Fournier, Andrée Lambert, Claude Landry
- Réalisation : Jean-Pierre Maher
- Costumes : Mireille Vachon
- Musique originale : Patrick Tronchon
- Maison de production : Les Productions Sogestalt Inc.

## Épisodes

### Première saison (1993)
1. Il était une fois une princesse pas comme les autres
Le roi Jasant fait l'annonce officielle du futur mariage de sa fille ainée, la princesse Noémie. Cette dernière est très mécontente, inquiète pour ses projets de voyager en vaisseau spatiale. Alors que son premier prétendant se présente au roi, le prince Du Tendre, un dragon rode dans la forêt. Noémie propose alors une compétition avec le prince. S'il capture le dragon le premier, elle l'épousera. Si c'est elle la première, il n'y aura pas de mariage. Cybelle et sa fée marraine tentent d'aider le prince Du Tendre pour ainsi permettre à Cybelle de se marier.
2. La quête du dragon
Pendant la nuit, Noémie, Vladimir et le prince Du Tendre se font surprendre pas une pluie lourde. Un jouet en forme de lézard donne une idée au prince Du Tendre pour gagner la compétition sans affronter le dragon. Pendant ce temps, Vladimir et Noémie font la rencontre du gentil dragon, qui sera nommé Tout-Feu-Tout-Flamme par les soins de Noémie. Ils réussiront à convaincre le dragon de les suivre jusqu'au château, juste à temps pour empêcher le roi d'annoncer les fiançailles de Noémie avec le prince Du Tendre.
3. Le tournoi du Bouli-Boula
À chaque 3 ans, le trône du roi est remis en jeu lors d'un tournoi de Bouli-Boula. Malheureusement, les talents du roi Jasant semblent s'être dissipés et il joue comme un pied. Cybelle va espionner son adversaire, Férox, et elle est impressionnée par son talent et sa confiance en sa victoire. Elle tente alors de tricher en modifiant les pièces du jeu de son père, fragilisant leur équilibre. Noémie n'étant pas d'accord avec la tricherie, elle change les pièces modifiées par de nouvelles pièces. Lors du tournoi, le professeur Kopernik remarque qu'il y a quelque chose qui cloche avec le roi et tentera de l'aider.
4. Le Duel
Le prince Du Tendre se convint que son seul moyen de devenir roi c'est en épousant Noémie. Il demande l'aide de Cybelle, lui promettant de lui présenter son demi-frère Arthur, un beau et fort prince. Cette dernière découvre que Tout-feu-tout-flamme est très sensible à l'eau. Elle suggère alors un duel entre le dragon et le prince Du Tendre pour obtenir la main de Noémie. Tout-feu-tout-flamme acceptera par erreur le duel, l'obligeant à participer malgré lui à ce duel. Le prince choisira de s'armer d'un fusil à l'eau, prenant l'avantage du duel au début. C'était sans compter le réservoir d'eau très petit du fusil.
5. La Jalousie est un bien vilain défaut
Le professeur Kopernik enseigne à Noémie à reconnaitre les champignons et il lui donne comme devoir d'aller en cueillir en forêt. Vladimir se pratique à danser pour un bal masqué et il est trop timide pour inviter Noémie. Tout-feu-tout-flamme se propose d'inviter Noémie pour lui, mais Vladimir se fâche lorsque Noémie rit de son accoutrement. Il en devient jaloux de son ami dragon, si jaloux qu'il oublie de remettre un message à Noémie de la part du professeur Kopernik, message prévenant du danger d'un champignon mal identifié dans le livre de Noémie. Lorsque Vladimir se rend compte de son erreur, Noémie est déjà en forêt à la recherche de champignon.
6. Un régime de roi
Le roi Jasant a pris du poids et le professeur Kopernik se rend compte que sa santé est en train de se détériorer. Il le force alors à faire un régime constitué uniquement de carotte. Affamé, le roi oblige ses filles, le professeur Kopernik et Vladimir à suivre le même régime que lui. Par contre, le roi réussit à chaparder de la nourriture dans les cuisines, se goinfrant la nuit et durant sa sieste en après-midi. Au bout de quelques jours et avec le teint orange, Noémie, Cybelle et Vladimir découvrent le secret du roi et ils inventent un vengeur nommé La Carotte Marqué. Ainsi, ils réussissent à faire peur au roi et à lui faire perdre quelques kilos en trop.
7. Un Vaisseau à terminer
Le roi Jasant est inquiet puisque la construction du vaisseau spatial de Noémie avant rapidement. Le ministre Sakarine tente par tous les moyens de faire signer au roi une nouvelle loi. Celle-ci implique que toutes les usines du royaume devront fabriquer uniquement des sucettes à la limettes, friandise dont il raffole. Le roi ayant l'esprit tourmenté par le vaisseau de sa fille, il refuse de signer quoi que ce soit. Sakarine tente alors de saboter le vaisseau de Noémie, ce qui se retourne contre lui et il est démasqué.
8. Les Fantômes existeraient-ils?
Il pleut depuis plusieurs jours, ce qui rend Tout-feu-tout-flamme malade. Pour le réconforter, Noémie lui lit un livre provenant des pluies lourdes et parlant des fantômes. Ça fait 10 ans que sa mère, la reine Bougeotte, est décédée à la suite d'une pluie lourde. Le roi avait gardé en secret l'objet étant tombé sur sa défunte femme. Grâce au livre sur les fantômes, Noémie identifie que l'objet est un ordinateur et elle fait une expérience pour provoquer une manifestation de fantôme via l'ordinateur. Des bruits et des phénomènes étranges se produisent dans le château, laissant croire que la reine Bougeotte essaie de communiquer avec eux.
9. Une belle-mère à l'horizon
Pendant que le roi est déprimé d'être seul, Cybelle pratique son chant pour un concours et Noémie fait des expériences pour trouver du carburant pour son vaisseau. La reine Parlotte demande l'hospitalité pour elle et sa fille Frisotte et, malgré sa réticence au début, le roi tombe sous le charme de la reine. Noémie et Cybelle, enthousiasmes, font rapidement face au mauvais caractère de Frisotte et aux crises de colère de la reine. Les sœurs découvrent les mauvaises intentions de la reine Parlotte et, grâce à un subterfuge, elles convainquent le roi de garder l'œil ouvert.
10. Le livre de contes a disparu
Le livre des contes sur lequel sont basées toutes les traditions et toutes les lois du royaume a disparu. Ce n'est pas pour déplaire à Noémie qui n'aime pas les tâches attitrées aux princesses, ni à Cybelle qui souhaite se marier avant sa sœur. Fée Odale et Fée Minis sont appelées en renfort pour trouver le livre de conte. Les Dragonvillois sont mis au courant de la disparition du livre et, puisqu'il n'y a plus de lois, ils se mettent à faire ce qu'ils souhaitent. Les fées se mettent à la tâche de réécrire le livre de conte, en y ajoutant quelques modifications selon leurs valeurs. Heureusement, le livre est finalement retrouvé.
11. Il n'y a pas de fumée sans feu
Noémie ne trouve toujours pas la recette parfaite pour fabriquer du carburant pour faire décoller son vaisseau. Un feu fait rage au boisé de Tout-la-bas et Tout-feu-tout-flamme est le principal suspect, ses brûlements d'estomacs lui causant encore des tracas. En attendant de trouver le vrai coupable, Vladimir cache le dragon dans le vaisseau spatial. La fée Minis réussit à éteindre le feu, ce qui permet à Noémie de partir à la recherche d'indices. Un gant et un flambeau permettront d'identifier le coupable du feu de forêt et Noémie trouve la solution à son problème de carburant.
12. Les Étranges nuages de Fulminus
C'est le grand jour pour Noémie, Vladimir et Tout-feu-tout-flamme. Ils partent pour leur premier voyage dans l'espace et ils atterrissent sur la planète Fulminus. Ils y feront la rencontre de Fougus, un habitant très gentil de la planète, qui leur offre de goûter au repas traditionnel de Fulminus, la confiture de Rosinette. La venue de nuages roses, créé par les usines de confiture de Rosinette, rend les gens agressifs. En colère contre Fougus, Noémie et Vladimir tombent dans un trou et ils y restent coincés jusqu'au départ du nuage rose. La solution au problème des nuages réside dans le cadeau que Noémie avait apporté avec elle.
13. Le secret de Vladimir
Fâché que Vladimir n'a pas de temps de s'occuper de ses troubles de sommeil, Cybelle tente de convaincre tout le monde que les parents de Vladimir devaient être des criminels. Ayant été trouvé dans un panier à la naissance par le professeur Kopernik, Vladimir se met à douter de lui-même et de sa valeur. Des objets disparaissent au château et Cybelle y voit l'occasion parfaite d'accuser Vladimir. Lorsque le roi se met à douter de Vladimir, ce dernier décide de quitter le château. Le professeur Kopernik le retrouvera dans la forêt pour lui dévoiler la vérité sur ses origines, ce qui le convaincra de revenir.
14. Voyage sur Miraculis
Noémie a besoin de nouvelles bottines, mais le bottier a fait plusieurs erreurs sur sa commande. De plus, sa lunette d'approche est abimée. Malgré tout, elle décide de partir à l'aventure sur une nouvelle planète. Ils y font la rencontre d'un marchant qui leur offre de nouvelles bottines parfaites, une lunette d'approche plus puissante, des jeux pour Tout-feu-tout-flamme et encore plus. Noémie et son ami dragon tombent sous le charme de tous ces objets, se retrouvant surendetté et ils doivent travailler pour payer leurs dettes. Vladimir tente le tout pour le tout pour sauver ses amis, la ruse sera son meilleur atout.
15. Un mystérieux visiteur
Le roi Jasant est absent pour quelques jours et c'est Noémie qui doit prendre en charge le royaume, soutenue par Vladimir. Un visiteur venant de l'espace vient à leur rencontre, leur demandant de l'aide pour aller sur la planète Esmeralda en mission de sauvetage. Jaloux, Vladimir part en forêt et trouve le cahier de bord du commandant Tumulte. Il découvre que leur visiteur est un pirate de l'espace voulant enlever Noémie pour demander une rançon. Noémie refusera d'écouter Vladimir et ce dernier sera fait prisonnier par le commandant Tumulte. Tout-feu-tout-flamme délivrera Vladimir et, ensemble, ils forceront le visiteur à dévoiler ses plans malhonnêtes à la princesse.
16. Temporelle
Tous les sabliers du château ont disparu, détraquant le temps partout dans le royaume. Ils suivent alors sur une planète le voleur de sabliers. Vladimir, Tout-feu-tout-flamme et Noémie se séparent pour retrouver leur voleur mi-homme mi-rat. Ce dernier est à la recherche de l'heure exacte pour rétablir le temps. Il enferme Noémie et Vladimir dans une bulle temporelle avec des montres dérèglés pour se permettre de continuer ses recherches. Tout-feu-tout-flamme les délivre de leur enchantement et, ensemble, ils pourront aider Croque-Le-Temps à retrouver le temps grâce à la grande horloge.
17. La Planète aux désirs
18. Un Étrange Virus
19. La Frontière de Tohu-Bohu
20. Passagers Clandestins
21. Le Cristal de Lumen
22. Qui s'y frotte s'y pique
23. La Cinetoile
24. Dedale
25. La mémoire perdue
26. La reine Safran

### Deuxième saison (1994)
1. Un anniversaire royal
C'est l'anniversaire du roi Jasant et ses deux filles n'arrivent pas à s'entendre sur le cadeau et la taille de la réception. Vladimir tente de jouer au médiateur entre les deux sœurs pour améliorer ses talents de chevalier. Julius, un vagabond n'ayant plus rien, est accueilli au château et, par ruse et bienveillance, réussit à se faire engager comme fou du roi.
2. La Carafe
Cybelle doit subir les âneries de Julius, l'humiliant au près des Dragonvillois. Elle tente d'en parler à son père le roi, celui-ci ne fait que rire des plaisanteries de son fou. Cybelle trouve dans le grenier une carafe qui contient un génie et elle y voit un moyen de se débarrasser de Julius. Malheureusement, le génie n'en fait qu'à sa tête et cause encore plus de problème. Vladimir tentera la ruse pour le piéger.
3. Les 7 clefs de la boîte noire
Le roi Jasant reçoit une lettre de la part du roi Belliqueux accusant des Dragonvillois d'avoir chassé sur ses terres et il menace de s'en prendre à ceux qui s'y aventureront. En colère, le roi Jasant veut aller chasser lui-même sur les terres de son voisin. Un problème se pose: toutes les serrures du château se verrouille et se déverrouille, limitant les allées et venue de chacun. Le professeur Kopernik croit avoir résolu de mystère des pluies lourdes et une boîte noire tombe sur le vaisseau de Noémie, confirmant la théorie du professeur.
4. Le Dictateur de mars
Tout-feu-tout-flamme brise tout ce qu'il touche et il est fatigué de se faire toujours réprimander pour sa maladresse. Noémie, Vladamir et Tout-feu-tout-flamme partent sur l'une des planètes de la Voie Lactée et ils y rencontrent un général de guerre, Rodolphe Schnock. Ce dernier possède l'une des boîtes noires que Noémie recherche. Le général, dans l'espoir de voler les clés de Noémie, tentera de contrôler Vladimir avec une potion. Ses plans seront déjoués par la maladresse de Tout-feu-tout-flamme, permettant à Noémie d'ouvrir la boîte noire et elle y trouvera un indice de l'énigme.
5. Cybelle au petit pois
Cybelle joue un mauvais tour à Julius pour lui apprendre à ne pas ouvrir ce qui ne lui appartient pas. Pour se venger, il lui écrit une lettre d'amour d'un mystérieux poète amoureux, lui suggérant subtilement de passer le test du petit pois pour prouver qu'elle est bien une princesse. Il lui concocte une potion somnolente pour s'assurer qu'elle échoue l'épreuve, mais c'était sans compter sur la fée Odale qui échangea par erreur la potion avec celle revigorante destiné au roi.
6. La Nuit tous les chevaliers sont gris
Avant de se faire consacrer chevalier, Vladimir insiste pour affronter d'autres aspirants chevalier. Le prince Du Tendre, à la suite de la destruction de son château par un incendie, vient demander le logis au roi Jasant. Celui-ci accepte en échanger de sa participation à l'épreuve, lui permettant l'adoubement de Vladimir. Noémie, voulant aider son ami Vladimir, se déguise en chevalier pour participer à l'épreuve. Cybelle croit à tort que ce nouvel apprenti chevalier est son poète amoureux et elle tente de l'aider dans sa quête. Lorsqu'il découvre la supercherie, Vladimir se met en colère.
7. Le Maître de la musique
Le roi Jasant reçoit un étrange instrument de musique de la part d'un très lointain membre de la famille. Bémol, un professeur de musique, accompagne l'instrument et convint le roi et sa fille Cybelle qu'ils ont de très grands talents musicaux. Il fait chanter Cybelle en silence et fait jouer le roi sans même toucher à l'instrument de musique, prétextant que seul les gens très intelligents peuvent apprécier ces sons. Le professeur Kopernik et Noémie déchiffrent un message codé, un mélange de son et de note de musique, et découvrent les véritables intentions de Bémol.
8. Les Milles et une nuit du Roi Jasant
Lors d'une pluie lourde, le roi Jasant trouve le livre de conte Les Milles et Une Nuit et tombe sous le charme de leurs lois et coutumes. Par contre, Julius n'approuve pas du tout, ayant peur de perdre sa place de fou du roi. Il décide alors de faire passer pour un grand calife venu récupérer son livre. Exposant les pires façons de faire du livre, Julius espère que le roi Jasant abandonnera l'idée d'adopter ses lois. Le professeur Kopernik s'intéresse à ce nouveau venu qu'il démasquera en voulant étudier sa génétique.
9. Un tiens vaut mieux que deux tu l'auras
Vladimir hésite à suivre Noémie lors de sa prochaine expédition, une chevauchée surprise étant prévu avec d'autres chevaliers. Il l'accompagne tout de même sur Saturne, même si Noémie et lui sont en froid. Noémie fait la rencontre de deux voleurs de grand chemin, Dino et Bronto Zor, qui lui chaparde la boîte noire avant d'attacher la princesse et le dragon à un cactus. Vladimir propose un duel pour secourir ses amis. Noémie songe à remplacer la flamme de Tout-feu-tout-flamme par du pétrole, ce qui rend ce dernier inquiet de sa place au château.
10. Professeur: renifleur
Tout-feu-tout-flamme se trouve laid et inutile depuis que Noémie veut utiliser du pétrole pour propulser son vaisseau. Il fait la rencontre d'un homme dans la forêt qui profite de sa naïveté pour s'infiltrer au château comme artiste peintre. Noémie installe un système de sécurité dans le château pour protéger ses pots de beurre de noisette. L'homme de la forêt, Degas Lenoir, convint Tout-feu-tout-flamme de l'aider à voler le bijou de la reine Bougeotte pour permette au dragon de retrouver le bijou grâce à son flair et ainsi devenir utile. Mais le vrai plan de Degas est tout autre.
11. Le Coup de foudre de Serafin Lateigne
Une délégation de sages arrive au château pour déterminer si le roi Jasant pourrait recevoir la haute distinction dont il a toujours rêvé, le Laurier d'Or. Il prépare du mieux qu'il peut son royaume malgré l'épidémie de Turlupine chez les enfants Dragonvillois que le professeur Kopernik tente de soigner. Malheureusement, le beau-cousin du roi, Séraphin Lateigne doit visiter le château. Dans l'espoir d'éviter Lateigne, le roi demande l'aide de la fée Odale qui le déguise en femme, la marquise Lulu. Séraphin tombe amoureux de la marquise et, pour se débarrasser du beau-cousin, Kopernik et Jasant utilisent sa peur de la maladie.
12. Le Miroir enchanteur
Cybelle trouve dans le grenier du château un miroir qui montre un reflet horrible d'elle-même et qui lui parle. Le miroir lui explique que pour devenir belle, elle doit aller à la rencontre de Cléopâtre sur la planète Vénus. Cybelle demande alors à Noémie de l'accompagner sur cette planète en prétextant un goût pour l'aventure. Arrivé sur la planète, Cléopâtre espère perdre Noémie et Vladimir dans le désert pendant qu'elle vole la beauté de Cybelle grâce à son grand miroir magique. De retour chez Cléopâtre, ils constatent avec effroi l'état lamentable de Cybelle et Noémie se fera à son tour prendra par le miroir. Vladimir, munit de lunettes noires, tentera de secourir les deux princesses.
13. Dis-moi ce que tu écris, je te dirai qui tu es
Cybelle, malheureuse de ne pas avoir de nouvelles de la part de son poète amoureux, fait appel à un graphologue pour l'identifier. Maître Plume Fontaine lui demande de recueillir des échantillons d'écriture de tous les gens de son entourage pour les comparer au poème. Reconnaissant une phrase de son poème, Julius utilise sa main gauche pour écrire son échantillon. Maître Fontaine reconnait malgré tout l'écriture de Julius comme étant l'auteur, mais l'échantillon n'est pas signé. Noémie égare un rat dans le château qui effraie le maître Fontaine avant qu'il ne puisse identifier l'auteur du poème.
14. Erreur sur la personne
Julius à des remords de voir Cybelle se languir de son poète amoureux par sa faute et décide de lui écrire une nouvelle lettre. Durant la nuit, la princesse surprend le prince Du Tendre en train d'écrire une lettre et croit que c'est lui son poète amoureux. Du Tendre en profite pour se mettre à son aise dans le château. Julius ne tolère pas que sa poésie soit associée avec ce mécréant et essaie démontrer à Cybelle que ce n'est pas lui. Cette dernière donne rendez-vous à son poète amoureux à minuit à sa fenêtre, mais c'est Du Tendre qui se présente et chute de son échèle. Alors que Cybelle est à son chevet, elle reçoit une nouvelle lettre de son poète amoureux, dévoilant que Du Tendre déteste la vie au château.
15. Une sinistre dame
16. Vladimir et la colline verte
Sinistra hante les nuits de Noémie et Vladimir n'en peut plus d'attendre. Il décide de partir à Verte Colline pour revendiquer son trône et pour vaincre une bonne fois pour toutes Sinistra. Kopernik reçoit les médaillons magiques appartenant aux défunts parents de Vladimir, permettant de connaitre l'état de santé de celui qui porte l'un d'eux. Vladimir donne celui de sa mère à Noémie et garde celui de son père. Vladimir de présente au roi Colère sous la fausse intention de lui trouver une 8e femme. La fée Minis se fait passer pour la 8e femme pour aider Vladimir à reprendre son trône. Leur victoire ne sera pas sans conséquence.
17. Une curieuse bête
Tout le monde est à la recherche de Vladimir qui est parti depuis plusieurs jours sans donner de nouvelle. À la chasse, le roi aperçoit Vladimir transformé en bête. Croyant à un animal dangereux, Jasant place des pièges dans la forêt pour l'attraper. Tout-feu-tout-flamme retourne à sa caverne et rencontre Vladimir frigorifié. Il le nomme Hideux et ils deviennent amis. Noémie part à la recherche de son dragon dans la forêt. Il lui présente Hideux, ce qui effraie Noémie qui se sauve et se coince un pied dans un piège. Hideux l'aide à ouvrir le piège et la transporte jusqu'au château. Kopernik reçoit un message de son ami Balthazar et lui explique ce qui est arrivé à Vladimir.
18. La Fin d'un règne
Noémie retrouve Hideux, l'animal qui l'avait sauvé d'un piège à ours, et décide de lui offrir le logis au château. Le roi est épuisé de l'atmosphère tendue au château et décide d'abdiquer son trône à Noémie. Du Tendre y voit là l'opportunité de devenir roi et se met à l'entrainement au Bouli-Boula. Cybelle et Julius font une trêve pour nuire au prince Du Tendre et Noémie croule sous les responsabilités royales. Le roi, déguisé en un conseiller secret royale, se présente à Noémie pour l'aider dans ses tâches, mais il dévoile son subterfuge devant Hideux qui se cachait de Cybelle.
19. Un énorme malentendu
Le roi Jasant écrit une lettre au roi Belliqueux et lui propose une compétition de chasse. La fée Odale, qui tombe par erreur dans la salle du trône, comprend que le roi Jasant déclare la guerre au roi Belliqueux et elle répand le mot. Du Tendre fait croire à Noémie qu'il sait ce qu'est devenu de Vladimir et Noémie en déduit que Belliqueux a enlevé Vladimir et que c'est la raison pour laquelle Jasant lui déclare la guerre. Noémie, Cybelle et Du Tendre décident donc d'aller confronter le roi Belliqueux, qui est en route vers Dragonville avec ses hommes, armés jusqu'aux dents. La baguette de la fée Odale fait encore des siennes, ce qui ne fait qu'amplifier le malentendu.
20. Cybelle et son double
C'est l'anniversaire de Cybelle. Son père lui donne le cadeau que sa mère avait prévu de lui donner il y a plusieurs années lorsqu'elle deviendrait une jeune femme. Le prince Du Tendre se plaint encore du château et fait fâcher le roi. Le prince part en forêt et y fait la rencontre de la fée Tide, qui jure vengeance depuis longtemps. Elle donne une potion à Du Tendre pour qu'il endorme Cybelle et elle prend l'apparence de la princesse pour s'approcher du roi. Cybelle, en haillons, tente de convaincre Julius que c'est bien elle pour retrouver sa place. Le cadeau de sa mère, qui semblait inutile et futile, aidera Cybelle dans sa tâche.
21. La Princesse au nez de fouine
Noémie surprend le professeur Kopernik à faire des recherches scientifiques en pleine nuit, mais celui-ci ne veut pas lui dévoiler ses recherches. Ensemble, ils partiront sur Mercure à la recherche d'une boîte noire. La fée Licité les accueils et les avertis qu'il ne faut surtout pas ouvrir la porte du cabanon. Succombant à la tentation, Noémie ouvre la porte et se retrouve face à la fée Lonie, une méchante fée qui manipule les gens en utilisant leur plus grand défaut. Pour se sortir de là, Noémie devra résister à sa curiosité jusqu'au 12 coups de minuit.
22. La Tentation de Kopernik
Kopernik fait des expériences pour redonner forme humaine à Vladimir. Cybelle a tellement peur de Hideux que Julius veut se débarrasser de Hideux. Un directeur de cirque qui passe au château est intéressé par l'achat de Hideux. Il propose d'échanger la bête avec Kopernik contre un pédalier qu'il a trouvé à la suite d'une pluie lourde. Le pédalier alimenterait l'invention du professeur qui permettrait de dupliquer un être vivant. Cybelle, voulant modifier ses oreilles, veut absolument le pédalier et Julius fait l'échange sans le consentement de Kopernik. Le professeur part donc au secours de Hideux et trompe Memphis Tau avec l'aide de Cybelle et Julius.
23. Les deux côtés de la médaille
Noémie, Hideux et Kopernik partent sur la planète Pluton et y font la connaissance d'un scientifique bien étrange. Le professeur Einszwei souffre de multiples pertes de mémoire. Il essaie de trouver la solution d'une équation qui lui permettra d'ouvrir son coffre. Mais à chaque jour, lorsqu'il est sur le point de trouver la solution, des maux de tête l'arrêtent et un jeune guitariste barbouille ses formules. Hideux découvre que le scientifique et le guitariste sont la même personne, divisé en deux à cause des radiations émit par son invention, la boule Z. Celle-ci, mise entre de mauvaises mains, peut tuer énormément de gens. Hideux s'en empare, espérant se diviser en deux, pour retrouver sa forme humaine.
24. Cœur qui soupire
Julius est souffrant d'aimer Cybelle en silence. Celle-ci, n'étant plus assez patiente pour attendre son poète amoureux, décide d'aller à la rencontre d'un prince populaire. Avant de partir, elle va conseiller Julius sur la façon de déclarer son amour, insistant sur le fait de donner un cadeau magique à son amoureuse. La fée Odale fait apparaitre un oiseau magique comme cadeau et Julius déclare enfin sa flamme à Cybelle. La princesse se met alors en colère, ne croyant pas à la sincérité de son amour. Elle arrache une plume à l'oiseau magique qui la transformera en poule. Julius proposera à l'oiseau de prendre la place de Cybelle, ne supportant pas de la voir ainsi.
25. Rendez-vous sur la lune
Noémie, désespéré de trouver Vladimir, reçoit un message étrange lui indiquant de se rendre seule sur la lune pour le retrouver. Elle se défile de Hideux et part seule. Sur place, elle trouve les reliques laissées par les astronautes terriens ainsi que la dernière boite noire. Elle forme enfin le casse-tête et découvre que les pluies lourdes sont en fait des déchets de la terre, rendu trop petite pour autant d'objet. Lorsqu'elle veut repartir, sa réserve de pétrole a été sabotée et elle reste coincée au froid. Hideux, grâce à son médaillon, se rend compte du danger de Noémie et utilise un haricot magique pour la rejoindre sur la lune. Noémie lui dira qu'elle l'aime, ce qui brisera l'ensorcellement.
26. Que la fête commence
C'est bientôt le mariage double de Noémie et Cybelle et leur fée marraine sont appelés pour organiser l'évènement. Le prince Du Tendre, mécontent, sabote le mariage avec l'aide de Tout-feu-tout-flamme qui veut empêcher Noémie de quitter Dragonville. Du Tendre offre son aide à tous et chacun, créant des erreurs qu'il tente de faire passer sur les dos des autres. Il piège Cybelle et Vladimir en leur faisant croire que Julius et Noémie sont amoureux. La supercherie est dévoilée quand ils entendent Du Tendre s'extasier de sa réussite de son plan via l'appareil inventé par Kopernik, le télé-vox. Le mariage pourra alors être célébré, tout en punissant le prince Du Tendre.

### Troisième saison (1995)
1. Rien ne va plus
Au moment de quitter la salle du trône pour officialiser le mariage de ses deux filles, le roi Jasant croise un Leprechien qui tire une malle avec lui. Celui-ci lance un sort au roi, le faisant chanter et danser avec une mémoire défaillante. Impossible de célébrer les noces. Le roi se donnera lui-même un coup de marteau sur la tête, lui tournant les idées sens dessus dessous. Pour aider leur père, les princesses capturent le Leprechien et dévoile que des trèfles à quatre feuilles est la solution, mais il leur échappe. Dans les bois, Cybelle retrouvera le Leprechien et négocie des trèfles avec la coupe dorée de sa mère. Lors de l'échange, Cybelle se fait tromper. Heureusement que Noémie est là pour l'aider à récupérer des trèfles et que leur habit à l'envers les protège contre les mauvais sorts.
2. Plus de peur que de mal
3. Du tendre au Krrapouti
Le compte Krrapouti est logé au château quelques jours. Il raconte qu'il est à la recherche de son fils qui a été enlevé en bas âge et que sa femme en est morte de tristesse. Le prince Du Tendre trouve le testament de la femme de Krrapouti qui mentionne un gros héritage et il décide de se faire passer pour le fils perdu. Ce dont il ne se doute pas c'est que le compte Krrapouti veut que Du Tendre se fasse passer pour son fils à fin d'avoir accès à l'héritage. Puis, il se débarrassera de Du Tendre. À la suite de quelques gaffes de Tout-feu-tout-flamme, tout le monde est convaincu que le compte est un vampire.
4. Histoire d'eau
Le royaume subit une sécheresse et les animaux meurt de manière inexpliquée. Du Tendre cri à la malédiction, aux mauvais esprits, aux mauvais sorts. Noémie se languit d'aller rejoindre Vladimir à Vertes Collines, mais son père trouve le chemin trop dangereux en plus d'être trop long pour un cheval en temps de sécheresse. Cybelle va chercher de l'eau dans un ruisseau presque asséché pour en boire et s'en faire des compresses. Celle-ci tombe soudainement malade, ainsi que son père, et ils développent les mêmes symptômes que les animaux morts. Noémie et Julius remontent le ruisseau d'où vient l'eau et y trouvent les cadavres de serpents très dangereux. Julius fait une mauvaise rencontre et est transformé en poisson rouge.
5. Odale broie du noir
La fée Odale est déprimé et pense à prendre sa retraite. Le roi Jasant, le prince Du Tendre, la fée Minis et la nymphe Inny préparent un évènement secret dans le but de célébrer les 800 ans de la fée Odale et de lui remettre un trophée du grand mérite. Du Tendre tombe amoureux de la nymphe, mais cette dernière est déjà fiancée à quelqu'un d'autre. Odale croit que Inny est là pour la remplacer, que tout le monde complote dans son dos et pense que Du Tendre est amoureux d'elle. Elle essaie donc de rajeunir son style pour montrer qu'elle est toujours utile.
6. Zoltan Zed
Depuis la transformation de Julius en poisson rouge, Cybelle ne fait de pleurer et Du Tendre la traite de pleurnicharde. Un visiteur d'une autre planète, Zoltan Zed, débarque à Dragonville sur le dos d'un cheval mécanique volant. Du Tendre de fait passer pour le roi pour flatter son égo et accueil Zoltan à bras ouverts. Sur la planète d'où il vient, les gens refoulent leur émotion et il enseigne à Cybelle à faire de même. Noémie essaie de rendre le séjour de leur invité le plus confortable possible puisque, en échange, il acceptera de la transporter jusque sur la lune pour qu'elle puisse récupérer son vaisseau. Lorsque Jasant et Noémie comprennent que Du Tendre se prend pour le roi, ils lui réservent une petite vengeance qui en résultera la destruction du cheval mécanique volant de Zoltan.
7. L'Impromptu d'outre-mer
Le roi reçoit un message de sa cousine Berthe lui demandant de recueillir son fils Clarence pour veiller à son éducation. Le roi accepte avec joie, s'imaginant un jeune garçon qu'il pourrait adopter. Le prince Du Tendre est contre l'idée, tentant désespérément d'entrer dans les bonnes grâces du roi. Il s'avère que Clarence est un jeune homme mal élevé qui n'en fait qu'à sa tête. Il lance des fléchettes sur le portait de la reine Bougeotte, il déchire le livre de conte et vide les cuisines du château. Si ces actions sont facilement excusables, ce n'est pas le cas lorsqu'il libère Julius avec les autres poissons rouges dans un étang. Le roi y voit là un défi à relever, au grand malheur de Du Tendre.
8. Le Chevalier fantôme
À Vertes Collines, rien ne va plus. Vladimir doit constamment combattre des incendies et supporter son peuple affamé alors qu'une sécheresse s'abat sur la région. De plus, il dort très mal puisque deux gargouilles troublent son sommeil. La fée Minis sauve Vladimir de justesse d'un baisé d'une gargouille, ce qui l'aurait transformé lui aussi en gargouille. Un villageois explique d'un chevalier noir a été aperçue près des feux et, lorsqu'une pluie de grêlons tombe sur Vertes Collines, Vladimir réalise que quelqu'un tente de détruire son royaume. Il retrouve le chevalier noir et engage un duel. Une fois vaincu, le chevalier noir est démasqué: c'est le fantôme du roi Colère.
9. Pour le fer, il faudra…
Noémie souhaite emmener son père voir une pluie d'étoiles filantes sur une autre planète, mais celui-ci refuse. Entendant parler du vaisseau spatial, Clarence demande à Noémie de l'emmener dans une autre ville pour voir ses amis, ce qu'elle ne veut pas faire. Clarence décide donc d'emprunter le vaisseau, mais il casse de fer stabilisateur avec Tout-feu-tout-flamme et il convainc le dragon que c'est de sa faute et qu'il doit garder le secret. Noémie prend son envol avec son vaisseau et doit revenir en catastrophe puisque son volant ne tourne plus. Elle part à la chasse de son fer stabilisateur et Cybelle essaie de faire accuser Clarence par tous les moyens.
10. Éducation dragonvilloise
Clarence a insulté Cybelle une fois de trop et celle-ci décide de pratiquer l'incessibilité polaire, une technique pour ne plus jamais être atteinte par quoi que ce soit, mais qui risque de la rendre malade. Jasant demande aux fées Minis et Odale de l'aide dans l'éducation de Clarence. Ce dernier manipule les deux fées pour se procurer des objets de faces et attrape pour réussir à faire réagir Cybelle. Son plan fonctionne en plus de soulager le roi de sa rage de dent.
11. Péril en la caverne
Vladimir rêve que le chevalier noir s'en prend à Noémie et décide de se rendre à Dragonville pour s'assurer de son bien-être. Noémie travaille d'arrache-pied pour terminer son invention qui lui permettrait d'envoyer des messages jusqu'à Vertes Collines et, impatiente, elle offusque Tout-feu-tout-flamme qui décide de retourner à sa caverne. Sur place, il y rencontre un gobelin qui, par la ruse, l'asperge d'eau pour lui extraire une dent. Noémie arrive sur le fait et fait fuir le gobelin avec une dent. Goblin revient dans l'intention de lui arracher toutes les dents pour s'enrichir, mais Vladimir arrive au bon moment. Les retrouvailles entre Vladimir et Noémie sont de courte durée puisqu'il retourne dans son royaume pour éloigner le chevalier noir le plus possible de Noémie.
12. La Récompense
Pour récompenser les progrès de Clarence dans ses études, le roi donne une bourse de 50 piécettes au professeur Kopernik et promet une surprise à Clarence. Ce dernier ne veut pas de surprise, il préfère des piécettes pour s'amuser à la foire. Il trouve dans la cour du château une bourse contenant 50 piécettes et décide de les dépenser. Ces piécettes étaient un paiement du roi Belliqueux pour du blé. Si elles ne sont pas retrouvées, les relations entre les deux royaumes sont à risque. Pour protéger son ami, Tout-feu-tout-flamme emprunte des piécettes au roi, qui lui les a empruntées au professeur. Une toile de mensonge pouce Clarence à tout avouer. Il découvre alors le cadeau surprise que le roi voulait lui faire et il s'en mord les doigts.
13. Quand on a du coffre
Le roi veut enseigner à Clarence à jouer aux échecs, mais celui-ci n'est pas intéressé. Ils se disputent et Clarence décide de vider sa chambre et de s'enfuir momentanément et se cache dans le coffre près du trône. La fée Odale reçoit une nouvelle baquette magique très puissante et elle peine à s'en servir. Elle l'a déposé alors dans le coffre avec Clarence. Du Tendre s'est commandé un livre pour se faire des amis et l'utile à des fins peu amicales. Dans son coffre, Clarence entend les manigances de Du Tendre pour se débarrasser de lui, ce qui ruinera ses rapprochements avec le roi.
 14. Carbonara al dente
Des cris effroyables sont entendus jusqu'au château et il se met à neiger sur Dragonville, ce qui n'est jamais arrivé de mémoire d'homme. Lorsqu'il se met à faire très chaud, Noémie croit que le gobelin qui avait volé une dent à son dragon et les variations de température sont liés. Elle décide alors de partir à la recherche de l'origine des cris dans la forêt. Sinistra fait appel à Carbonara pour l'aider dans la confection d'un maléfice pour redonner vit au roi Colère. Un ingrédient manquant force Carbonara et Goblin à sortir aller le chercher. Avec de la ruse, Kopernik et Noémie capturent Goblin et ils apprennent que des sorcières sont derrière ces évènements.
15. L'Aile ou la cuisse
Du Tendre donne vacance à Amélie, la cuisinière du château, et laisse croire qu'elle est partie par la faute de Clarence. Pavarotto, un chanteur célèbre, est invité au château et, sans la présente d'Amélie, son accueil est mis en péril. Cybelle se propose de faire la fameuse recette d'Amélie, ce qui signifie attraper une poule dans la basse-cour. Le roi punit Clarence, mais pas assez sévèrement selon Du Tendre. Il empêche le roi de manger pour le mettre à bout. Clarence et Kopernik travaillent de paire pour innocenter le jeune homme. Du Tendre avouera finalement être le coupable, plaidant la vie difficile depuis l'arrivée de Clarence.
16. La Découverte du chêne
Kopernik découvre qu'une éclipse solaire aura bientôt lieu et que cet évènement augmente les pouvoirs des sorcières. Noémie et Tout-feu-tout-flamme vont en direction du vieux chêne pour en recueillir des informations. Sur leur chemin, ils affronteront des araignées-guêpes et des chants soporifiques. Sinistra est sur le point de terminer sa potion qui doit mijoter pendant 4 jours, juste à temps pour l'éclipse. Elle attend la visite de la sorcière Épitaphe pour l'aider avec la potion, mais Noémie se fait passer pour cette sorcière et découvre la maison de Sinistra qui est caché sous le vieux chêne. Noémie est démasquée et prise prisonnière.
 17. Brigand gentilhomme
Clarence veut participer à une compétition de fléchettes, mais le roi l'empêche de sortie de nuit. Il se déguise alors pour passer incognito et Cybelle le rencontre. Elle croit avoir affaire à un brigand gentilhomme, volant aux riches pour redonner aux pauvres. Elle cherche à connaitre son identité pour partir à l'aventure avec lui. Avec l'aide de la fée Odale et du ceinturon abandonné par le brigand, Cybelle part à la recherche de son Robin des bois. Elle croit le reconnaitre sur un portrait du roi lorsqu'il était plus jeune et elle trouve le trophée de la fléchette d'or dans le grenier. Jasant admet l'avoir gagné dans son jeune âge.
18. Dans l'antre du chêne creux
Tout-feu-tout-flamme emmène Vladimir au vieux chêne et ils cherchent à savoir où est passé Noémie. Noémie, dû à un sort, doit broyer la dent de son dragon et faire tout ce qu'il lui est ordonné. Vladimir trouve le mot de passe pour ouvrir le chêne et, lors de l'absence de Sinistra, il descend secourir Noémie. Lors de son retour, Sinistra fige Vladimir et dévoile son plan de faire revenir Colère d'entre les morts. Heureusement, Noémie porte un collier de gui, ce qui la protège des sorts et lui permet de libérer Vladimir. Ils réussiront à se sauver de la sorcière et de Goblin.
19. C'était écrit dans le ciel
20. Magie maboule
Cybelle est dévasté que Julius soit encore un poisson rouge et elle fait appel à sa fée marraine Odale. Dès son arrivée au château, Odale se fait demander une armure magique par le prince Du Tendre et de transmettre une lettre pour le roi. Dépassée par toutes ces demandes, elle fait l'acquisition d'une potion revigorante qu'elle multiplie plusieurs fois. Bien que les effets soient réussis en premier lieu, ça se dégrade rapidement. Le roi Jasant découvre l'une des fioles de la potion et y lit qu'il ne faut pas en prendre plus de 3 dés à coudre par jour. Pendant ce temps, Cybelle trouve la baguette de Odale et décide de changer elle-même Julius en humain, ce qu'elle ne réussira pas.
21. Berthe aux lunettes
Clarence veut aller à un concert dans un autre royaume, mais le roi refuse de le laisser partir puisque c'est trop loin. N'en faisant qu'à sa tête, Clarence part seul pour traverser la forêt. La mère de Clarence, Berthe, vient au château pour voir son fils. Lors d'une pluie lourde, elle perd ses lunettes et elle croit reconnaitre son fils dans le professeur Kopernik, Le roi Jasant convint tous le monde à jouer le jeu, le temps de retrouver Clarence. Ce dernier décide de revenir et de quitter le château avec sa mère. Kopernik répare les lunettes de Berthe et elle voit enfin son fils et lui propose de visiter toutes ses tantes. Clarence ne veut plus quitter avec sa mère et demande de l'aide au roi Jasant.
22. Mademoiselle Dragonville
Un homme, Gontran Godefroy De Goncourt, se présente au château concernant un concours Mademoiselle Dragonville et tente d'avoir Cybelle comme concurrente. Malgré les piètres performances de Cybelle, il l'a sélectionnée et lui annonce qu'il faut débourser mille piécettes d'or pour participer. La fée Minis assiste à l'audition et trouve le tout très louche. Ce Gontran ressemble à un voleur recherché, Hugo le Flatteur. Minis décide de tendre d'un piège à Gontran et propose la concurrente Cymoche, Cybelle déguisé et qui performe à merveille. Pendant ce temps, Clarence souhaite apprendre à chasser, mais le roi Jasant préfère pratiquer son nouveau sport. Perdu en forêt, Clarence rencontre le voleur, accompagné de la tirelire de Cybelle, et réussit à le ramener au château.
23. La Renaissance de Colère
L'éclipse approche et il sera bientôt temps de pour la résurrection de Colère. Goblin vole l'or qui était destiné à Colère, ce qui le met en colère. Vladimir et Noémie essaient de retenir Colère au maximum, espérant qu'il soit en retard pour l'éclipse. Noémie lui fait croire qu'elle cherche son chat et que, s'il l'aide, elle lui donnera de l'or qu'elle a laissé au château. L'éclipse commence alors que Colère est au château et Noémie l'enferme dans sa chambre. Malheureusement, Colère se départ de son armure et se sauve par la voie des airs, lui permettant d'arriver juste à temps pour sa renaissance.
24. L'Homme moustique
Du Tendre souhaite à nouveau épouser Cybelle et elle le repousse encore une fois, devinant ses intentions de l'épouser pour devenir roi. Il décide de se faire passer pour un justicier, l'homme moustique. Le roi Jasant se met à la peinture et Clarence voles ses toiles pour s'en faire une tente puisque le roi ne veut pas lui prêter la tente royale. Le roi demande alors à l'homme moustique de retrouver le voleur de ses toiles. Cybelle et Clarence découvrent la véritable identité de l'homme moustique et décident de lui tendre un piège. Cybelle promet d'épouser l'homme moustique si celui-ci s'en montre digne alors elle se fait capturer par Clarence déguisé en vilain, l'homme insecticide.
25. L'Épée sacrée
Kopernik, Vladimir et Noémie cherchent un moyen de vaincre Colère et Sinistra. Ils en viennent à la conclusion qu'ils ont besoin de magie et que la solution est de fabriquer une épée magique, comme celle qui a été détruite par Sinistra. Ils vont voir Férox, le forgeron de Dragonville, mais celui-ci est trop occupé par une commande de boucliers et d'épées de la part de Colère. Ils décident alors de fabriquer leur propre forge. Goblin découvre leur plan et exige à Férox de fabriquer l'épée, dans l'intention de la voler une fois qu'elle serait complétée. Malheureusement, l'épée n'est pas magique, malgré la formule prononcée par Vladimir. Kopernik comprend que ce n'est pas une formule magique qu'il faut, mais bien deux pierres précieuses. Noémie se souvient alors de leurs pendentifs, ce qui permet à Vladimir d'enchanter l'épée.
26. Le Tout pour le tout
Une note trouvée dans le livre des ancêtres de Vladimir dit que l'épée de bronze doit être plantée dans le cœur du grand chêne. Clarence veut devenir chevalier et le Roi Jasant lui apprend qu'il peut avoir tout ce qu'il veut s'il le souhaite vraiment. Sinistra, déguisée en ours, vole des chevaux et prépare une potion pour les transformer en soldats. Au grand chêne, Noémie et Vladimir rencontrent Colère qui se bat en duel avec Vladimir. Jasant, parti chasser l'ours, rencontre Sinistra qui le transforme en pierre sous les yeux de Clarence. Ce dernier entre dans le grand chêne dans l'intention de trouver cette pierre qui y a été jeté par Sinistra. Noémie trouve finalement le cœur du grand chêne et elle le transperce de l'épée magique avec Vladimir, ce qui détruit Colère et Sinistra et annule les sorts de la sorcière.